# Cessna 120
«Цессна-120» (англ. Cessna 120) — сверхлёгкий многоцелевой одномоторный поршневой самолёт, двухместный моноплан с закрытой кабиной. Опытный образец совершил первый полёт 28 июня 1945 года. Самолёт был цельнометаллический, за исключением полотняной обшивки крыла; шасси состояло из неубирающегося хвостового колеса и бесподкосных главных стоек из пружинной стали. Базовая модель 120 была дополнена моделью 140 «люкс», имевшей закрылки с ручным управлением, дополнительные иллюминаторы в кабине и единую электрическую систему. Модель 120 обеспечила надёжное финансовое положение компании Сессна в послевоенный период. В 1948 году компания Сессна представила модель 170 — немного увеличенную четырёхместную модификацию модели 120, оснащённую новым двигателем.

## Тактико-технические характеристики
Данные из книги The Complete Guide to the Single-Engine Cessnas
Технические характеристики
- Экипаж: 1 человек
- Пассажировместимость: 1 человек
- Грузоподъёмность: 309 кг (Cessna 120), 255 кг (Cessna 140)
- Длина: 6,6 м
- Размах крыла: 10,25 м
- Высота: 1,92 м
- Площадь крыла: 15,1 м²
- Профиль крыла: NACA 2412
- Масса пустого: 349 кг (Cessna 120), 403 кг (Cessna 140)
- Масса снаряжённого: 658 кг
- Максимальная взлётная масса: 658 кг
- Силовая установка: 1 × поршневой Continental C85-12
- Мощность двигателей: 1 × 85 л.с. (1 × 63 кВт)

Лётные характеристики
- Максимальная скорость: 203 км/ч
- Крейсерская скорость: 174 км/ч
- Скорость сваливания: 72 км/ч
- Практическая дальность: 732 км
- Практический потолок: 4 700 м
- Скороподъёмность: 209 м/мин
- Нагрузка на крыло: 42,4 кг/м²
- Длина разбега: 154 м
- Длина пробега: 70 м

### Похожие самолёты
- Cessna 140
- Aeronca 11 Chief
- ERCO Ercoupe
- Luscombe 8
- Piper PA-18 Super Cub